# Pitkän-Kotkan kari
Pitkän-Kotkan kari är en ö i Finland. Den ligger i Finska viken och i kommunen Fredrikshamn i den ekonomiska regionen  Kotka-Fredrikshamn i landskapet Kymmenedalen, i den södra delen av landet. Ön ligger omkring 19 kilometer öster om Kotka och omkring 130 kilometer öster om Helsingfors.
Öns area är 1 hektar och dess största längd är 170 meter i nord-sydlig riktning.